# حسین عواظه (بازیکن فوتبال، زاده ۱۹۹۰)
حسین عواظه (عربی: حسين ملحم عواضة؛ زادهٔ ۲۲ مارس ۱۹۹۰) بازیکن فوتبال اهل لبنان است.
از باشگاه‌هایی که در آن بازی کرده‌است می‌توان به باشگاه فوتبال الانصار لبنان اشاره کرد.
وی همچنین در تیم‌های ملی فوتبال زیر ۲۳ سال لبنان، و لبنان بازی کرده‌است.